# Princesa Sultana
Princesa Sultana, ou Sultana Al Saud, é o codinome pelo qual é conhecida uma princesa saudita da casa real dos Al Saud, a qual inspirou vários livros que formaram uma trilogia.

## O livro
A trilogia da princesa, composta pelos livros "Princesa - a real história da vida das mulheres árabes por trás de seus negros véus", "As filhas da Princesa" e "Princesa Sultana - sua vida, sua luta" foram escritos pela autora americana Jean Sasson a partir de diários escritos pela princesa Sultana e dados por ela a Jean Sasson.
No primeiro livro, Sultana chocou o mundo ao revelar sua própria trajetória, arriscando sua vida ao fazer isso. Fala sobre a infância, casamentos na família, morte de sua mãe e o nascimento do primeiro filho, Abdulah. No segundo, ela conta a trajetória de suas duas filhas, Maha e Amani. Expõe o sofrimento da irmã, molestada pelo próprio marido. No terceiro, seu empenho, junto com suas irmãs, em mudar a trajetória de mulheres árabes vitimadas pela violência dos homens encoberta pelas leis sauditas que asseguram a submissão feminina.
Na Arábia Saudita, as mulheres não podem sair à rua desacompanhadas de um homem da família, precisam usar véu e abaaya e devem sempre obediência a um homem - pai (donzelas), irmão (órfãs), marido (casadas) ou filho (viúvas). Não podem dirigir e não têm direito a receber herança. E os homens podem ter até quatro esposas. Além disso, as autoridades do país sempre negligenciam os casos de crimes cometidos contra mulheres, e sempre dão um jeito de culpá-las pelos casos de estupro.
Por isso Sultana criou junto a suas irmãs o "círculo de Sultana", para proteger as mulheres árabes. Atualmente, Sultana deve estar por volta dos cinquenta e oito anos.
A Vida Secreta das Princesas Árabes, Jean Sasson, escritora que viveu na Arábia Saudita durante mais de dez anos e vive atualmente nos Estados Unidos, de onde é natural. O seu profundo conhecimento do Médio Oriente permitiu-lhe escrever uma vasta obra. Os seus livros são bestsellers internacionais e venderam já mais de 14 milhões de exemplares. https://www.wook.pt/autor/jean-sasson/36657
Sultana é pseudónimo de uma rica princesa árabe que vive revoltada sob o jugo dos homens árabes. Viver sob esta tirania fruto de uma tradição cruel que oprime as mulheres e deixa sem identidade e instrução, leva-a a contar a sua historia a Jean Sasson. Os eventos cruéis que assiste nas mulheres mais próximas, obrigadas a casar com homens com triplo da idade, o afogamento ou enclausuramento de outras por denominadas falhas dalgumas mulheres leva-a a recorrer à bebida, à depressão e desalento.
A vida faustosa e de desperdício dos príncipes árabes é descrita neste livro, aonde o leitor se apercebe da distancia entre as liberdades enormes dos elementos masculinos em relação às mulheres que são consideradas de 2ª. classe desde nascem, e colocadas para casar mal tenham a primeira menstruação, além de passarem saírem veladas e sempre acompanhados por elementos masculinos.
Este volume reúne os livros: Sultana - A Vida de uma Princesa Árabe As Filhas da Princesa Sultana Deserto Real